# Gribaumont (métro de Bruxelles)
 (août 2025).
Si vous disposez d'ouvrages ou d'articles de référence ou si vous connaissez des sites web de qualité traitant du thème abordé ici, merci de compléter l'article en donnant les références utiles à sa vérifiabilité et en les liant à la section « Notes et références ».
Gribaumont est une station de la ligne 1 du métro de Bruxelles située à Bruxelles, dans la commune de Woluwe-Saint-Lambert.

## Situation
La station se trouve à l'angle de l'avenue de Brocqueville, de l'avenue du Roi Chevalier et de l'avenue Louis Gribaumont.
Elle est située entre les stations Joséphine-Charlotte et Tomberg sur la ligne 1.

## Histoire
La station est mise en service le 20 septembre 1976.
Indochine (groupe) y a tourné le clip Juste toi et moi paru sur l'album Dancetaria en 1999.

## Service aux voyageurs

### Accès
La station compte quatre accès :
- Accès no 1 : situé au nord-ouest à l'angle de l'avenue de Broqueville et de l'avenue du Roi Chevalier (accompagné d'un ascenseur à proximité) ;
- Accès no 2 : situé au nord-est à l'angle de l'avenue de Broqueville et de l'avenue du Roi Chevalier (accompagné d'un escalator) ;
- Accès no 3 : situé au sud-ouest à l'angle de l'avenue de Broqueville et de l'avenue Louis Gribaumont ;
- Accès no 4 : situé au sud-est à l'angle de l'avenue de Broqueville et de l'avenue Louis Gribaumont (accompagné d'un escalator).

### Quais
La station est de conception classique avec deux voies encadrées par deux quais latéraux.

### Intermodalité
La station n'est pas desservie par les autobus et les tramways.

## Œuvre d'art
La station est décorée par l'œuvre appelée Le Tropolitain de Roger Nellens. La sculpture représente trois passagers qui sont complètement décorés à la fantaisie du créateur.

## À proximité
- Parc Georges Henri
- Square de Meudon